# Kościół św. Jana Kantego w Wapnicy
Kościół św. Jana Kantego w Wapnicy – rzymskokatolicki kościół parafialny w Wapnicy, w powiecie stargardzkim, w województwie zachodniopomorskim. Do rejestru zabytków wpisany został 22 grudnia 1965 pod numerem 1463.

## Historia
Wczesnogotycki obiekt wzniesiono z kostki granitowej (szesnaście warstw, nie licząc cokołu) w czwartej ćwierci XIII wieku (może już w XII wieku). W 1492 mianowano proboszcza wapnickiego, N. Reddemera. 
W XIX wieku dobudowano krawędź szczytu ozdobioną sterczynami. Oknom ich obecną formę nadano również w XIX wieku. W tym samym czasie dobudowano wieżę od zachodu i przemurowano naroża zachodniej ściany.
Obiekt zniszczono w czasie działań II wojny światowej i nie odbudowano po 1945, a dopiero w latach 1980-1983 (podwyższono wówczas wieżę i nakryto ją dachem namiotowym). Parafia została powołana we wsi 9 października 1983, już po poświęceniu świątyni w dniu 30 kwietnia 1983 (bp Stanisław Stefanek, pierwszy proboszcz – Alojzy Kegel). 

## Architektura
Kościół jest budowlą salową, wzniesioną na planie prostokąta. W ścianie południowej zachowane są dwa portale ostrołukowe (dwuuskokowy i trójuskokowy).

## Otoczenie
Teren wokół kościoła pełnił dawniej rolę cmentarza. 